# Отець Лавджой
Пастор Лавджой — (англ. Reverend Lovejoy), вигаданий персонаж, дійова особа мультсеріалу Сімпсони, проповідник у Першій Церкві міста Спрінгфілд, яку часто відвідують більшість персонажів серіалу. Його ім'я «Тімоті» згадується нечасто. Лавджой є пародією на релігійного лідера міста: у нього купа очевидних вад і недоліків — однак він ніколи не зраджує своєму стиллю поведінки і саме цим цікавий глядачам.